# Lengshuijiang
Lengshuijiang (en chino, 冷水江; pinyin, Lěngshuǐjiāng (escuchar)ⓘ) es un municipio  bajo la administración directa de la Prefectura Loudi en la Provincia de Hunan, República Popular China.  Su área es de 437 km² y su población total para 2010 superó los 370 mil de habitantes. 

## Administración
Desde mayo de 2024, el  Municipio Lengshuijiang se divide en 10 pueblos que se administran en 4 subdistritos,  5 poblados y 1 villa.

## Toponimia
El topónimo Lengshuijiang [/Ləng'shuéi-chiáng/] se compone de los sinogramas Leng (frío), Shui (agua) y Jiang (río) "río de agua fría". Recibe su nombre porque hay numerosos pozos a ambos lados del río Lianxi en la zona, y el agua de estos pozos es muy fría.